# Liste der Bischöfe von Ferns
Die folgenden Personen waren Bischöfe von Ferns (Irland):
- Aidán († 627)
- Maeldogair (um 676)
- Coman (um 678)
- Diratus (um 693)
- Heiliger Moling († 696)[1]
- Cillenius (um 715)
- Cairbre O’Kearney (um 1095)
- Ceallach Ua Colmáin (um 1117)
- Máel Eoin Ua Dúnacain (um 1125)
- Ua Cattain (um 1135)
- Joseph Ua h-Áeda (1178–1182)
- Ailbe Ua Máelmuaid [Albinus], O.Cist. (1186–1223)
- John von St. John (1224–1253)
- Geoffrey von St. John (1254–1258)
- Hugh von Lamport (1258–1282)
- Richard von Northampton (1283–1304)
- Simon von Evesham (1304)
- Robert Walrand (1305–1311)
- Adam von Northampton (1312–1346)
- Hugh de Saltu [von Leixlip] (1347)
- Geoffrey Grandfeld, O.E.S.A. (1347–1348)
- John Esmond (1349–1353)
- William Charnells, O.P. (1350–1362)
- Thomas Dene (1363–1400)
- Patrick Barret, O.S.A. (1400–1415)
- Robert Whittey (1418–1457) († 1458)
- Tadhg O’Beirn, O.S.A. (1451)
- John Purcell I. (1457–1479)
- Laurence Neville (1479–1503)
- Edmund Comerford (1505–1509)
- Nicholas Comyn (1510–1519) (danach Bischof von Waterford und Lismore)
- John Purcell II. (1519–1539)
- Bernard O’Donnell, O.F.M (1541) (danach Bischof von Elphin)
- Gabriel de S. Serio, O.S.B. (1541–1542) (vorher Bischof von Elphin)
- Alexander Devereux, O.Cist. (...–1566)
- Sedisvakanz (1566–1587)
- Peter Power (1582–1587)
- Sedisvakanz (1587–1607)
  - Daniel Drihin (1607) (Apostolischer Vikar)
- John Roche (1624–1636)
- Nicolas Franch (1645–1652)
- Luke Wadding (1683/84–1691/92)
- Michael Rossiter (1697–1709)
- John Verdon (1709–1728)
- Ambrose O’Callaghan, O.F.M. (1729–1744)
- Nicholas Sweetman (1745–1786)
- James Caulfield (1786–1814)
- Patrick Ryan (1814–1819)
- James Keatinge (1819–1849)
- Myles Murphy (1849–1856)
- Thomas Furlong (1857–1875)
- Michael Warren (1876–1884)
- James Browne (1884–1917)
- William Codd (1917–1938)
- James Staunton (1938–1963)
- Donald J. Herlihy (1964–1983)
- Brendan Oliver Comiskey, SS.CC. (1984–2002)
- Denis Brennan (2006–2021)
- Gerard Nash (seit 2021)